# El Espectador

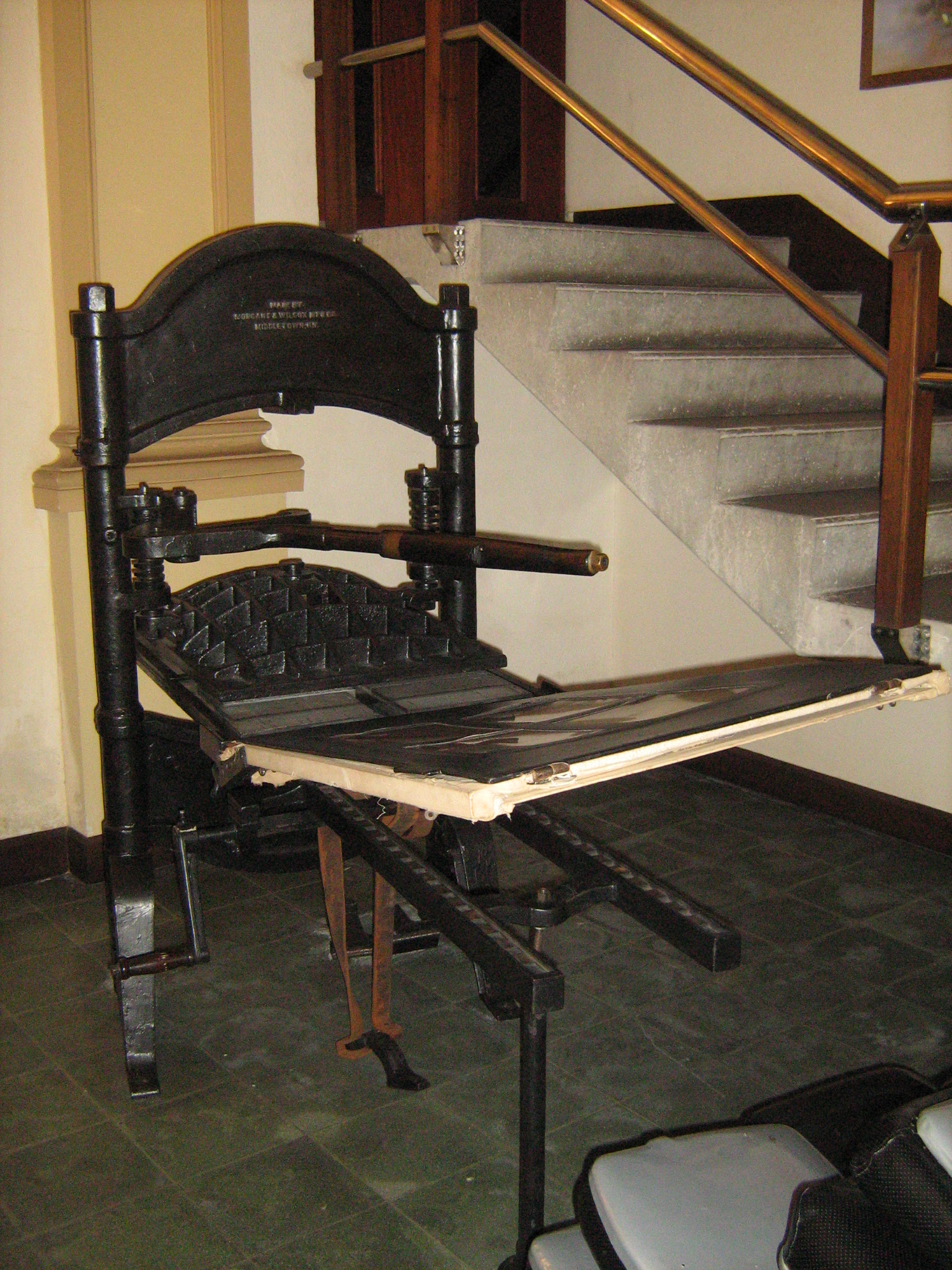
Prensa Washington, onde se imprimiu o primeiro número do Espectador em 1887, Museu Universitário, Colecção de História no Edifício San Ignacio. Medellín, Colômbia.

O Espectador é um jornal colombiano de circulação nacional, cuja sede principal encontra-se em Bogotá. Em 2015, atingiu 1.843.604 leitores. Foi fundado por Fidel Cano Gutiérrez em 22 de março de 1887, em Medellín. É o jornal mais antigo dos que actualmente se publicam no país, e um dos mais antigos de América. Deve seu nome à grande admiração que seu fundador tinha pelo poeta Victor Hugo, que colaborava em França num diário que levava esse mesmo nome.